# Kumpolje
Kumpolje – wieś w Słowenii, w gminie Litija. W 2018 roku liczyła 12 mieszkańców.